# Impassibilité
Impassibilité (en russe : Холодная кровь) est une nouvelle de vingt pages d'Anton Tchekhov, parue en 1887. 
L'auteur y dénonce la corruption des employés du chemin de fer.

## Historique
Impassiblité est initialement publiée dans la revue russe Temps nouveaux, numéro 4193 du 31 octobre 1887 sous le pseudonyme d'An Tchekhov. La nouvelle est également traduite en français sous le titre Sang-froid. 

## Résumé
Malakhine et son fils Iacha convoient leur bétail vers l'abattoir d'une grande ville. Ils ont huit wagons remplis de bœufs. Le train a déjà trente-quatre heures de retard. Il est bloqué. Après dix rouble versés au chef de gare, le train peut repartir, trois rouble au conducteur et les bêtes ne seront pas secoués. Malakhine essaie de se remémorer toutes les sommes qu'il a dû débourser aux contrôleurs, mécaniciens, graisseurs...
Nouvel arrêt, nouveau billet de dix au chef de gar. On accroche ses wagons à un train militaire. On le décroche. La situation devient critique, car le règlement interdit de nourrir et d'abreuver le bétail transporté. Ça y est ! On arrive ! Les bœufs sont vendus, mais le prix a baissé : c'est bientôt carême.

## Édition française
- Impassibilité, traduit par Édouard Parayre, éditions Gallimard, Bibliothèque de la Pléiade, 1970  (ISBN 2-07-010550-4).